# 미국의 교통

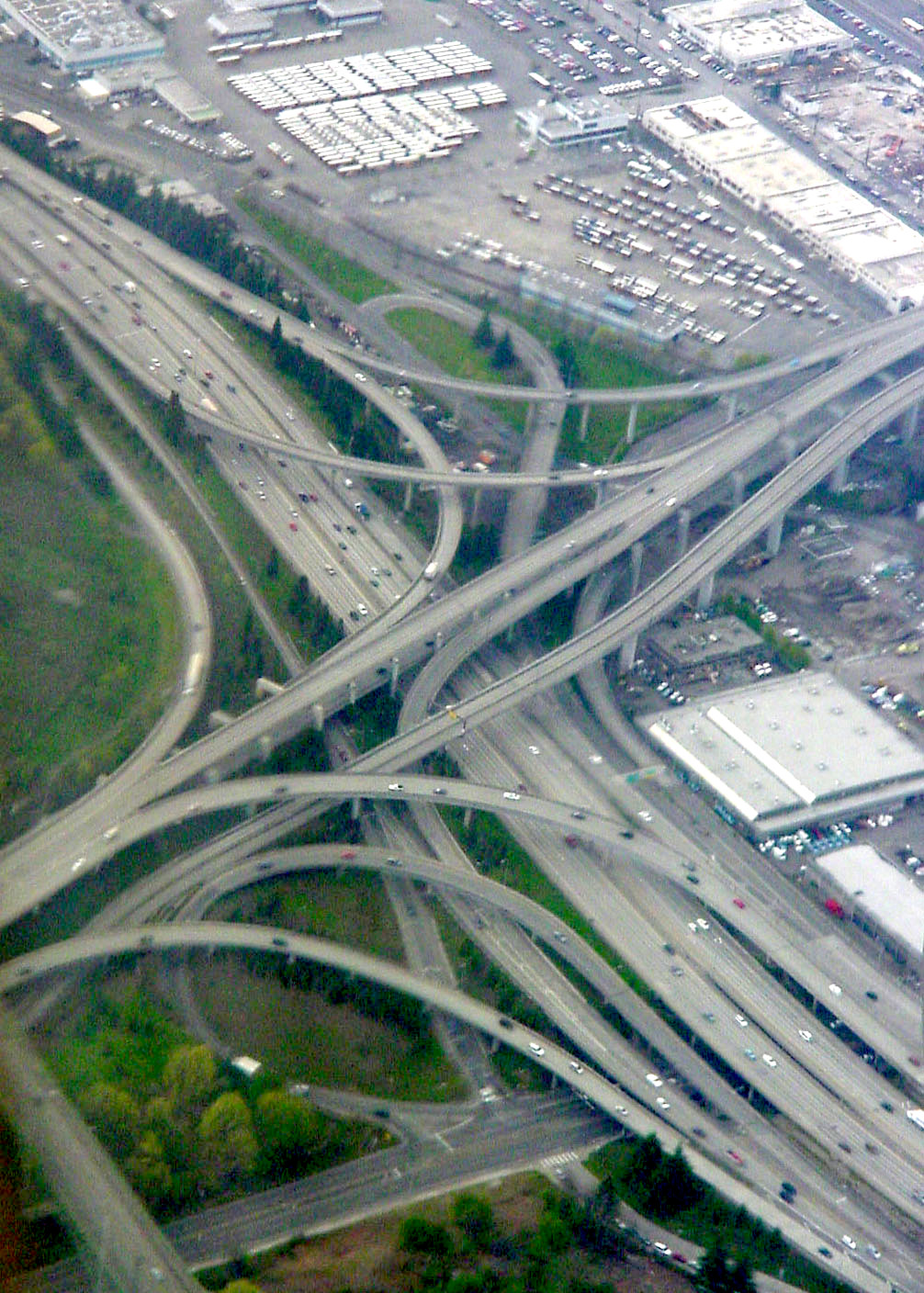

미국이 그 넓은 국토에 남김없이 인구가 분포하여 활발한 산업활동을 전개할 수 있었던 것은 근대적인 교통기관의 발달에 힘입은 바 매우 크다. 서부 개척의 초기에는 마차와 배가 주요 교통기관이었으나, 19세기 후반의 교통 혁명으로 미국의 동부는 철도망에 뒤덮이고, 나아가서 로키산맥을 넘어 태평양 연안에 이르는 대륙 횡단 철도가 여러 개 건설되기에 이르자, 비로소 정치적으로나 경제적으로나 일체가 되었다고 하겠다. 그러나 이 철도도 20세기에 들어와 자동차와 항공기의 발달로 이제 여객 수송에서 완전히 사양화하고 있다.

## 철도 교통
2006년 기준 철도의 총연장은 226,097km로서, 2위인 러시아를 크게 앞선 세계 제1위이다. 철도망은 동북부의 대서양 연안으로부터 오대호에 걸친 일대가 가장 조밀하며, 또한 로키산맥 동쪽 기슭의 중앙저지에도 발달하였고, 서해안과의 사이에 몇 개의 산맥 횡단 철도가 있다. 그러나 20세기에 들어와 자동차가 보급되고 도로가 정비된 결과, 철도의 여객수는 격감되고, 경영 내용이 극도로 악화하였다. 그러나 화물 수송량에서는 주요 화물의 약 43%를 확보하고, 현재 경영의 합리화, 정리·통합이 진행되고 있다. 동북부의 대서양 연안 등 극히 일부에서는 여객 수송용의 고속철도 계획도 있다. 여객 열차는 20세기 중반까지 지배적인 교통수단이었다.
1960년대, 제트 여객기가 미국 주요 노선에 도입되고 주간(州間) 고속도로가 완성되자, 도시간 철도를 이용하는 여객수가 급감하였다. 이로 인해 1971년 연방 정부는 전미 여객 철도공사(브랜드명 암트랙)을 창설하고 대부분의 주에서 제한되나마 도시간 여객 열차 운송을 유지하였다. 암트랙은 대부분의 주요 도시에서 서비스를 하고 있으나, 북동부를 벗어나면 하루에 1~2편의 열차편에 불과한 경우가 많다. 암트랙은 주요 도시 중에서 라스베이거스, 피닉스 (애리조나주) 등에는 노선망을 운영하지 않고 있다. 더 자주 있는 열차편은 주요 도시, 특히 노스이스트 코리더, 뉴욕과 올버니 (뉴욕주)간의 회랑 지대, 캘리포니아와 태평양 연안의 북서부의 주요 도시 간의 지역 회랑 지대에서 이용할 수 있다.
미국은 화물 운송에 철도 시스템을 광범위하게 활용하고 있다. 미국철도협회(the Association of American Railroads)에 의하면, 미국의 화물 철도 운송은 세계 제일의 수송량을 기록하고 있는데, 서유럽의 화물 운송량의 4배에 달하는 화물 운송량을 보이고 있다.

## 도로 교통
넓은 국토에 취락·주거지가 점재하는 미국에서는 자동차는 일상생활의 필수품인데, 최근에는 하이웨이의 발달, 자동차의 성능 향상 등으로 장거리 교통에도 애용되고 있으며, 자동차 없이는 살 수 없는 미국 사회가 출현하게 되었다. 1999년 미국의 자동차 보급률은 인구 1,000명당 767대이다.화물 수송에 있어서도 특히 중·근거리에서는 철도를 압도하고 있으며, 또한 최근에는 컨테이너 수송의 발달과 더불어 활동범위가 확대되어, 철도뿐만 아니라 해운과도 경합을 벌이게 되었다.

종단 고속도로 노선으로 5번부터 95번까지 있으며 횡단 고속도로도 남쪽부터 10번에서 90, 94, 96번까지 있다.

## 항공 교통
항공 교통은 제1차 세계대전 때부터 시작이 되었는데, 제2차 세계대전 후에는 급격히 발달하여, 현재는 민간 항공기의 생산, 보유 항공기의 수에서 단연 세계 제1위이다(2,453억 명·km의 여객과 80억 t·km의 화물을 운반). 국외·국내에 걸쳐 항공로의 발달이 현저하며, 거의 모든 도시 근교에 비행장이 있는 셈이다. 미국은 국제 항공망의 연장과 경영에 있어서도 세계 제1위이다. 대표적인 항공회사로서 펜 아메리칸·트랜스 월드·노스웨스트 등이 있다. 미국은 영토가 너무 넓기 때문에 도시 간 이동에는 항공기가 주요 교통 수단으로 자리잡고 있으며, 아메리칸 항공과 델타 항공 등의 항공사가 미국의 국내선을 운항하고 있다.

## 수상 교통
세계의 경제계에서 차지하는 지위로 해서 해운의 발달은 눈부신 바 있으며, 제2차 세계대전 후에는 상선 보유량에서 파나마에 이어 세계 제8위(약 1,491만t), 화물 양륙량에서는 세계 제2위이다. 국내 해상 교통도 대서양·멕시코만 연안에서 활발하며, 또한 내륙 수로(水路)의 발달로 중량 화물은 바지(barge)라고 불리는 거룻배나 외항선(外航船)으로 운반된다. 오대호는 내륙 수상 수송의 3분의 2를 차지하며 세인트로렌스 수로에 의해서 직접 대서양과 연결되게 되었다.

## 같이 보기
- 미국 교통부
- 뉴욕 버펄로의 교통
- 시카고의 교통
- 뉴욕의 교통
- 워싱턴 D.C.의 교통